# René de Possel
Lucien Alexandre Charles René Possel (7. února 1905 – 26. února 1974) byl francouzský matematik, jeden ze zakladatelů skupiny Bourbaki, a později průkopník počítačů, pracující zvláště na optickém rozpoznávání znaků.
Měl tradiční místo ve skupině Bourbaki na École normale supérieure, pak studoval v Německu. Skupinu Bourbaki brzy opustil, kvůli osobnímu sporu mezi jím a André Weilem. V roce 1936 vydal knihu o teorii her (Sur la théorie mathématique des jeux de hasard et de réflexion).
Jeho pozdější výzkumné práce ve vědě počítačů v Institutu Blaise Pascala byly relativně osamocené. Snažil se odejít od předepsané role poskytovatele služeb v oblasti numerické analýzy. V roce 1960 se stal ředitelem po Louisi Pierru Couffignalovi (1902 – 1966), až do administrativní reorganizace pod Centre national de la recherche scientifique v roce 1969. Byl vůdčí postavou v Institut de Programmation.